# Mont Clocher
Le mont Clocher est une montagne de France située dans le massif du Beaufortain, en Savoie.
Culminant à 1 976 mètres d'altitude, il se situe sur la crête reliant le mont Joly au nord-est au signal de Bisanne au sud-ouest. Il est entouré par la vallée du Dorinet au sud-est où se trouve le village de Hauteluce au sud, les sommets de la Legette et du Chard du Beurre avec au-delà la station de sports d'hiver des Saisies au sud-ouest, le mont Rond et au-delà les gorges de l'Arly au nord-ouest et le mont de Vorès avec au-delà le val d'Arly au nord.
Sur ses pentes se trouvent des remontées mécaniques — cinq télésièges et un téléski — et des pistes de ski des stations de sports d'hiver de Notre-Dame-de-Bellecombe et Hauteluce faisant partie du domaine skiable de l'Espace Diamant. Le sentier de grande randonnée de pays Tour du Beaufortain passe juste en-dessous du sommet de la montagne, sur son ubac.

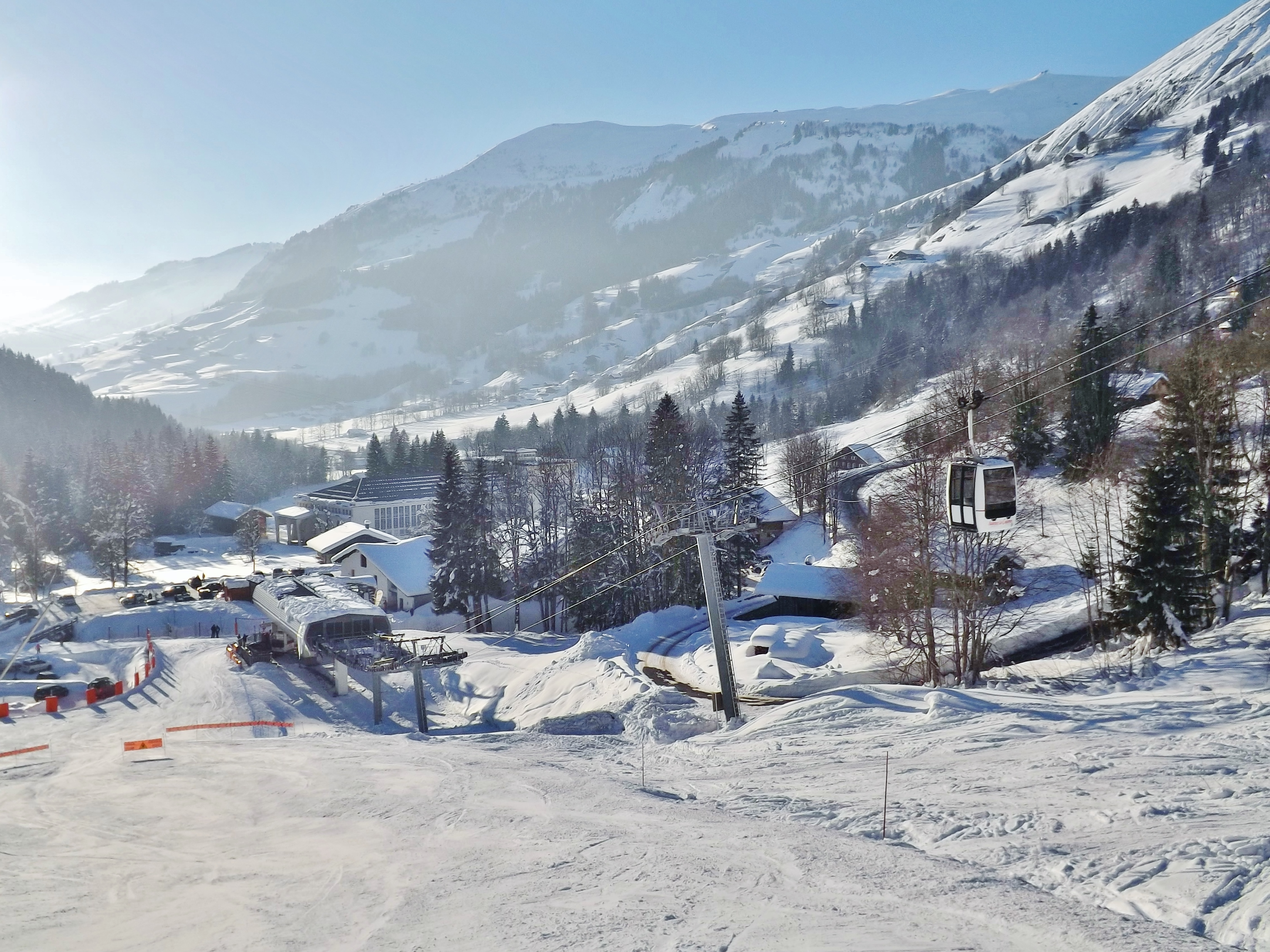
Vue hivernale du mont Clocher depuis la station de sports d'hiver de Hauteluce Val Joly à l'est.

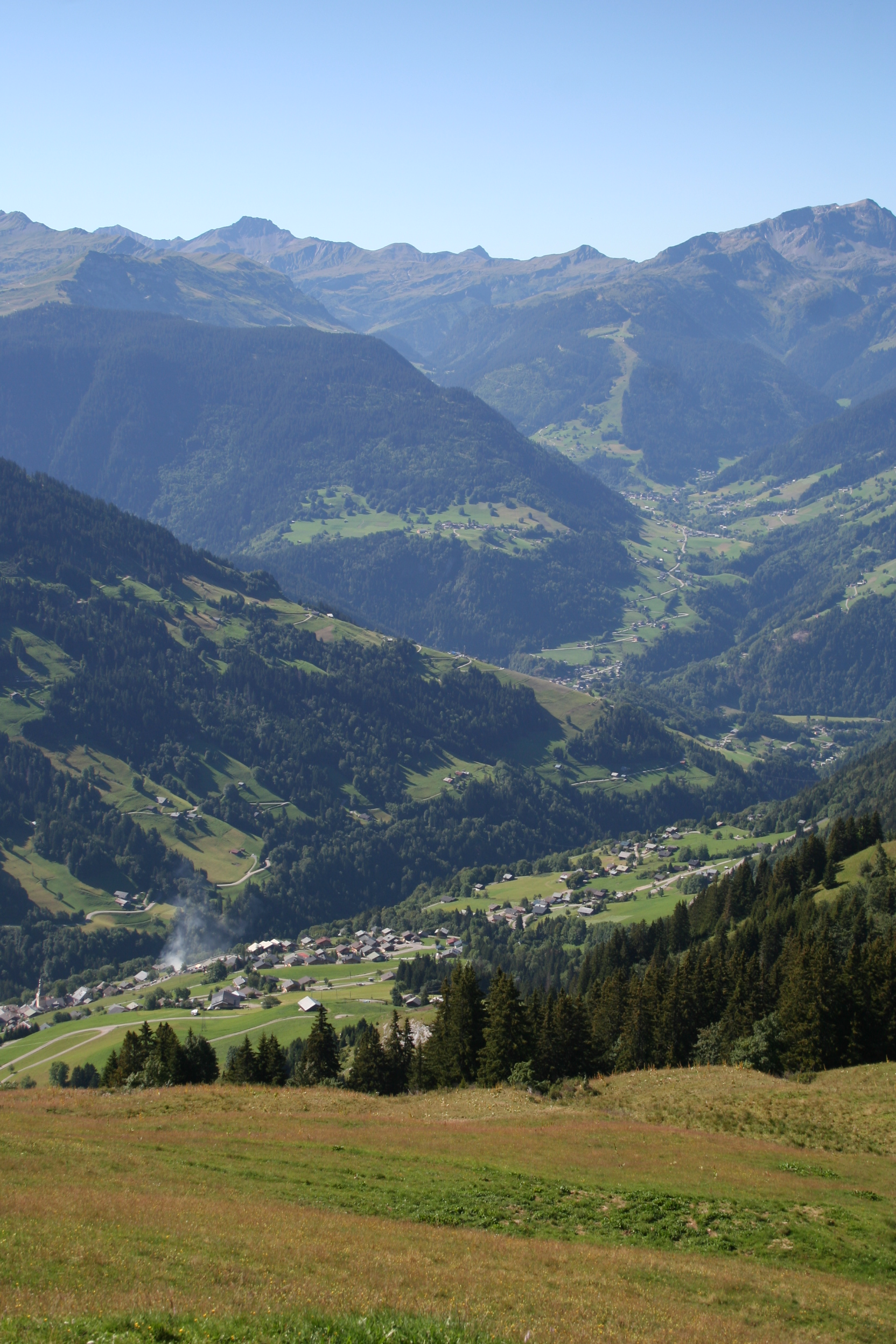
Hauteluce et la vallée de l'Argentine dans le Beaufortain vus depuis le sommet du mont Clocher.